# Johannes Dale-Skjevdal
Johannes Dale-Skjevdal, za svobodna Johannes Dale (* 23. května 1997 Lørenskog), je norský biatlonista.
Ve Světovém poháru zvítězil ve své dosavadní kariéře ve třech individuálních závodech, poprvé ve sprintu v Hochfilzenu v prosinci 2020, a v sedmi kolektivních závodech. 
Biatlonu se věnuje od roku 2011. Ve Světovém poháru debutoval v prosinci 2018 ve sprintu v Novém Městě na Moravě.
Před sezonou 2023/2024 se oženil s Kristinou Skjevdalovou a přijal dvojí příjmení Dale-Skjevdal.

## Výsledky

### Olympijské hry a mistrovství světa
| Sezóna  | D  | Místo                | SP  | SZ  | HZ  | IZ  | ŠT | SŠT | SZD | Věk    |
| ------- | -- | -------------------- | --- | --- | --- | --- | -- | --- | --- | ------ |
| 2019/20 | MS | Anterselva           | 23. | 17. | 8.  | 9.  | 2. | –   | –   | 22 let |
| 2020/21 | MS | Pokljuka             | 4.  | 11. | 2.  | 3.  | –  | –   | –   | 23 let |
| 2022/23 | MS | Oberhof              | 4.  | 7.  | 11. | 47. | –  | –   | –   | 25 let |
| 2023/24 | MS | Nové Město na Moravě | 7.  | 4.  | –   | 30. | –  | –   | –   | 26 let |

Poznámka: Výsledky z olympijských her se do hodnocení světového poháru nezapočítávají, výsledky z mistrovství světa se dříve započítávaly, od mistrovství světa v roce 2023 se nezapočítávají.

### Mistrovství Evropy
| Sezóna  | D  | Místo       | SP | SZ | IZ  | SŠT | Věk    |
| ------- | -- | ----------- | -- | -- | --- | --- | ------ |
| 2021/22 | ME | Velký Javor | 9. | 5. | 70. | 1.  | 24 let |

## Vítězství v závodech světové poháru

### Individuální
| Č. | sezóna    | datum             | místo                | disciplína                |
| -- | --------- | ----------------- | -------------------- | ------------------------- |
| 1. | 2020/2021 | 11. prosince 2020 | Hochfilzen, Rakousko | sprint                    |
| 2. | 2022/2023 | 17. prosince 2022 | Annecy, Francie      | závod s hromadným startem |
| 5. | 2023/2024 | 14. ledna 2024    | Ruhpolding, Německo  | stíhací závod             |

### Kolektivní
| Č.  | sezóna    | datum              | místo                | disciplína      |
| --- | --------- | ------------------ | -------------------- | --------------- |
| 1.  | 2019/2020 | 7. prosince 2019   | Östersund, Švédsko   | štafeta         |
| 2 . | 2019/2020 | 15. prosince 2019  | Hochfilzen, Rakousko | štafeta         |
| 3.  | 2019/2020 | 11. ledna 2020     | Oberhof, Německo     | štafeta         |
| 4.  | 2019/2020 | 6. března 2020     | Nové Město, Česko    | štafeta         |
| 5.  | 2022/2023 | 11. března 2023    | Östersund, Švédsko   | štafeta         |
| 6.  | 2023/2024 | 11. ledna 2024     | Ruhpolding, Německo  | štafeta         |
| 7.  | 2024/2025 | 30. listopadu 2024 | Kontiolahti, Finsko  | smíšená štafeta |